# Polytop
En polytop er en geometrisk figur med flade sider (facetter) som er beskrevet i et arbitrært antal dimensioner. En polygon er således en polytop i to dimensioner (de flade sider er her linjer) - og et polyeder er en polytop i tre dimensioner (de flade sider er her planer). Generelt kaldes en polytop givet i n dimensioner for en n-polytop. En polygon kaldes derfor også en 2-polytop, mens en polyeder også kaldes en 3-polytop.  
| Dodekaeder | Spire Denne artikel om geometri er en spire som bør udbygges. Du er velkommen til at hjælpe Wikipedia ved at udvide den. |